# 2010 у літературі

## Твори
- Ліна Костенко, Записки українського самашедшого
- Юрій Винничук, Груші в тісті
- Люко Дашвар, Мати все
- Анатолій Дністровий, Дрозофіла над томом Канта
- Сергій Жадан, Ворошиловград (роман)
- Олександр Ірванець, Хвороба Лібенкрафта
- Володимир Лис, Століття Якова
- Марія Матіос, Вирвані сторінки з автобіографії

### Кримінальний роман
- «Дівчинка-ворона», Ерік Аксл Сунд

### Фантастичні романи
- «Зниклий герой», Рік Ріордан (серія «Герої Олімпу»)

### Дитяча література
- Бердт В. «Мій друг Юрко Циркуль»
- Бічуя Н. «Шпага Славка Беркути»
- Гаврош О. «Галуна-Лалуна або Іван Сила на острові Щастя»
- Морозенко М. «Іван Сірко, Великий Характерник»

## Видання
- Тарас Прохасько, БотакЄ, вибрані твори.
- Таємниці письменницьких шухляд
- Поворотні моменти - мемуари Джоджа Вокера Буша

## Померли
- 25 квітня — Алан Сіллітоу, англійський поет і прозаїк (народився в 1928).
- 20 жовтня — Ева Ібботсон,  британська письменниця, авторка книг для дітей і підлітків.